# Maria Vadia

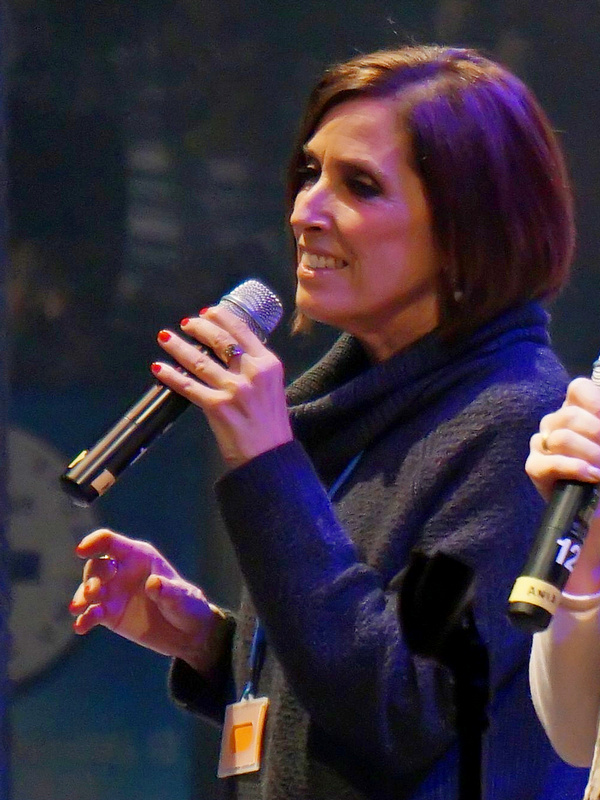
Maria Vadia, Łódź 2015

Maria Vadia (ur. w Hawanie) – amerykańska katoliczka zaangażowana w odnowę charyzmatyczną, autorka książek religijnych.

## Życiorys
Urodziła się na Kubie, skąd wyemigrowała wraz z rodzicami do Stanów Zjednoczonych, mając dziesięć lat. Przeżyła głębokie doświadczenie duchowe w czasie wizyty Jana Pawła II w 1987. Jako świecka misjonarka katolicka angażuje się w posługę odnowy charyzmatycznej oraz w działalność stowarzyszenia Magnificat. Początkowo zajmowała się posługą ubogim tylko w rodzinnym Miami na Florydzie. Następnie gościła w takich krajach jak: Kuba, Trynidad i Tobago, Barbados, Jamajka, Meksyk, Malta, Ghana, Nikaragua, Uganda, Tanzania, Zambia, Indonezja, Papua-Nowa Gwinea, Kanada oraz Indie. W 2009 pierwszy raz odwiedziła Polskę. Ma czwórkę dzieci: Ricky, Victor, Eddy i Rosario.

## Książki wydane w Polsce
- 2010 – Twój język ma moc, Lublin ISBN 978-83-925569-1-6.
- 2011 – Jak trwać w Duchu Świętym, Lublin ISBN 978-83-925569-2-3.
- 2011 – Strzała w Jego ręku, Lublin ISBN 978-83-925569-9-2.
- 2011 – Uzdrowienie jest dla ciebie!, Lublin ISBN 978-83-925569-8-5.
- 2012 – Uwolnij swoje źródła!, Lublin ISBN 978-83-925569-3-0.
- 2012 – Zwycięstwo w bramie oczu, Lublin ISBN 978-83-925569-6-1.